# Roberto Alves
Roberto Emanuel Oliveira Alves (Wetzikon, 8 giugno 1997) è un calciatore svizzero, centrocampista del Radomiak Radom.

## Carriera

### Club
Cresciuto nel settore giovanile del Grasshoppers, inizialmente gioca in prestito con Wil e Winterthur. Debutta in prima squadra il 20 luglio 2019, in occasione dell'incontro di Challenge League vinto per 2-1 contro lo Stade Lausanne-Ouchy. Sei giorni dopo realizza la sua prima rete in campionato, nell'incontro vinto per 0-1 contro il Wil. Poco impiegato, nel gennaio 2020 viene acquistato a titolo definitivo dal Winterthur, con cui in due stagioni e mezza totalizza 82 presenze e 19 reti tra campionato e coppa nazionale. Nell'estate del 2022 si trasferisce ai polacchi del Radomiak Radom.

### Nazionale
Ha rappresentato le nazionali giovanili svizzere.

## Statistiche

### Presenze e reti nei club
Statistiche aggiornate al 10 aprile 2023.
| Stagione          | Squadra           | Campionato        | Campionato | Campionato | Coppe nazionali | Coppe nazionali | Coppe nazionali | Coppe continentali | Coppe continentali | Coppe continentali | Altre coppe | Altre coppe | Altre coppe | Totale | Totale |
| Stagione          | Squadra           | Comp              | Pres       | Reti       | Comp            | Pres            | Reti            | Comp               | Pres               | Reti               | Comp        | Pres        | Reti        | Pres   | Reti   |
| ----------------- | ----------------- | ----------------- | ---------- | ---------- | --------------- | --------------- | --------------- | ------------------ | ------------------ | ------------------ | ----------- | ----------- | ----------- | ------ | ------ |
| ott. 2017-2018    | Wil               | ChL               | 16         | 2          | CS              | -               | -               |                    | -                  | -                  |             | -           | -           | 16     | 2      |
| 2018-2019         | Winterthur        | ChL               | 33         | 6          | CS              | 2               | 0               |                    | -                  | -                  |             | -           | -           | 35     | 6      |
| 2019-gen. 2020    | Grasshoppers      | ChL               | 9          | 1          | CS              | 0               | 0               |                    | -                  | -                  |             | -           | -           | 9      | 1      |
| gen.-giu. 2020    | Winterthur        | ChL               | 15         | 1          | CS              | 2               | 0               |                    | -                  | -                  |             | -           | -           | 17     | 1      |
| 2020-2021         | Winterthur        | ChL               | 27         | 5          | CS              | 3               | 1               |                    | -                  | -                  |             | -           | -           | 30     | 6      |
| 2021-2022         | Winterthur        | ChL               | 33         | 12         | CS              | 2               | 0               |                    | -                  | -                  |             | -           | -           | 35     | 12     |
| Totale Winterthur | Totale Winterthur | Totale Winterthur | 75         | 18         |                 | 7               | 1               |                    | -                  | -                  |             | -           | -           | 82     | 19     |
| 2022-2023         | Radomiak Radom    | EK                | 25         | 3          | CP              | 1               | 0               |                    | -                  | -                  |             | -           | -           | 26     | 3      |
| Totale carriera   | Totale carriera   | Totale carriera   | 158        | 30         |                 | 10              | 1               |                    | -                  | -                  |             | -           | -           | 168    | 31     |

## Palmarès

### Club

#### Competizioni nazionali
- Challenge League: 1

Winterthur: 2021-2022